# استن آرمیتاژ
استن آرمیتاژ (انگلیسی: Stan Armitage; ۵ ژوئن ۱۹۱۹ – ۴ نوامبر ۱۹۹۷ (۷۸ سال)) بازیکن فوتبال اهل بریتانیا بود.
از باشگاه‌هایی که در آن بازی کرده‌است می‌توان به باشگاه فوتبال ابسفلیت یونایتد و باشگاه فوتبال کویینز پارک رنجرز اشاره کرد.